# Louis van der Bruggen
Pour les articles homonymes, voir van der Bruggen.
Louis van der Bruggen, dit Hans van der Brugghen, peintre de portraits en miniatures, né à Paris en 1615, et mort dans la même ville le 5 ou 6 avril 1658.

## Biographie
Louis van der Bruggen est apprécié de la cour. Il est membre de l'Académie royale de peinture et de sculpture depuis sa fondation, le 1er février 1648. Il est élu professeur de l'Académie le 7 octobre 1650.
Dans son livre, Cabinet des sigularitez d'architecture, peinture, sculpture et graveure paru en 1700, Florent Le Comte le cite parmi les onze premiers académiciens sous le nom de Louis Vanderbruge surnommé Hanse. Florent Le Comte y compare le technique de peinture des portraits en miniature de Louis van des Bruggen et de Louis I Du Guernier. Les deux peintres ont fait des portraits en peinture sur émail suivant la technique mise au point par Jean Toutin.
En 1657, François-Mathieu Chastelet, dit « le petit de Beauchasteau », a publié La Lyre du Jeune Apollon ou la Muse naissante du petite Beauchasteu comprenant 375 poèmes, essentiellement des sonnets, des madrigaux et des épigrammes, comprenant un programme iconographique avec les principaux personnages distingués par des poèmes, membres de la famille royale, altesses, cardinaux et grands ministres représentés par 25 portraits en médaillon à pleine page peints par Louis van der Bruggen, surnommé Hans, et gravés en taille-douce par Jean Frosne,.